# Kermit Cintron
Kermit Cintrón (Carolina, 22 ottobre 1979) è un pugile portoricano.
Soprannominato "The Killer" o "El Asesino", è stato campione IBF dei pesi welter. Attualmente ha un record di 32-2-1 (27 KO).